# Perl, Merzig-Wadern
Perl là một đô thị thuộc huyện Merzig-Wadern, bang Saarland, Đức. Đô thị Perl, Saarland có diện tích 75,06 km².Đô thị này tọa lạc bên hữu ngạn sông Moselle, tại biên giới với Luxembourg và Pháp, cự ly khoảng 25 km về phía đông nam của thành phố Luxembourg.